# バーバラ・ランズビー
バーバラ・ランズビー（Barbara Ransby、1957年5月12日 - ）は、アメリカ合衆国のアフリカ系アメリカ人著作家、歴史家、大学教授、活動家。彼女は、アメリカ歴史家協会のフェローに選出されており、イリノイ大学シカゴ校においてマッカーサー基金講座の席を占めている。
ランズビーは、コロンビア大学に学んで、1984年に学士号を得て卒業し、修士号と博士号 (PhD) はミシガン大学で取得した。1996年、彼女はイリノイ大学シカゴ校の教員に加わり、「黒人研究とジェンダー・女性研究 (Black studies and Gender and Women's Studies)」および「歴史 (History)」を担当する教授となった。ランズビーは、2016年11月から2年間の任期で、全国女性学組織の会長となった。彼女は、ブラック・ライヴズ運動の歴史家である。
ランズビーの学術的業績の中では、エラ・ベイカーやエスランダ・ロブソンなど、20世紀の黒人女性活動家の評伝が大きく取り上げられている。現代の政治への関与として、彼女は非営利団体の執行役員も務めている。彼女の娘であるアーシャ・ローサ・ランズビー＝スポーン (Asha Rosa Ransby-Sporn) は、2021年の時点で、非営利の青年組織であるBYP100の共同代意のひとりである。
1995年、ランズビーは、アンジェラ・デイヴィス、イヴリン・ハモンズ、キンバリー・クレンショーらをはじめとする他の黒人フェミニストたちとともに、アフリカン・アメリカン・アジェンダ2000 (the African American Agenda 2000) という連合組織を結成し、黒人男性の性差別意識を助長しかねないという懸念から、ルイス・ファラカンのミリオン・マン・マーチに反対した。

## おもな著作

### 著書
- Ella Baker and the Black Freedom Movement: A Radical Democratic Vision (2003, UNC Press)[16][17][18][19][20][21]
- Eslanda: The Large and Unconventional Life of Mrs. Paul Robeson (2013, Yale Press)[22][23][24]
- Making All Black Lives Matter: Reimagining Freedom in the Twenty-First Century (2018, University of California Press)[25][26]
  - （日本語版：藤永康政による翻訳）『ブラック・ライヴズ・マター運動誕生の歴史』彩流社、2022年

### 論文
- "Suffocate Black Women Voices" (1991)